# KISZ Központi Bizottsága

A KISZ emblémája

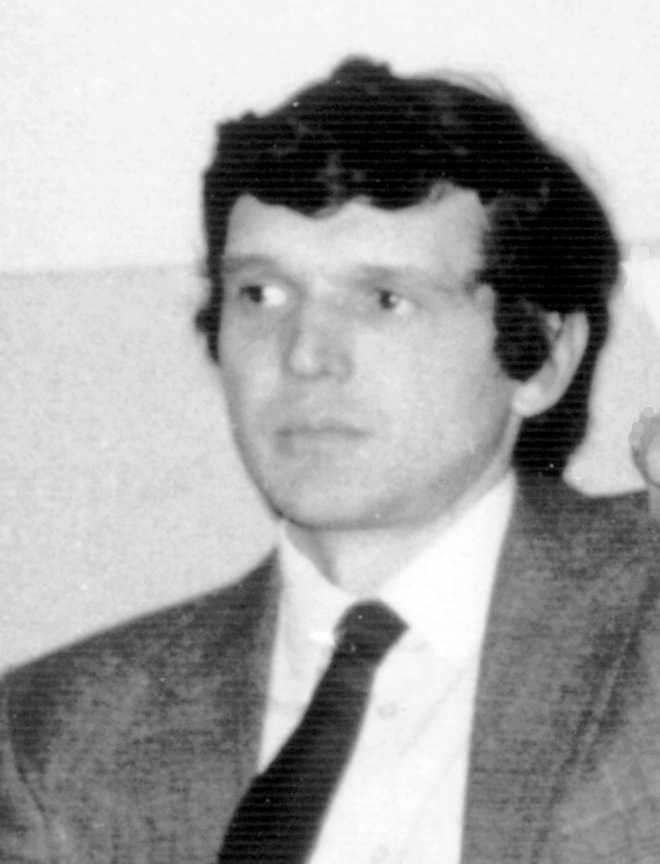
Hámori Csaba Kispesten

A KISZ Központi Bizottsága a KISZ legfőbb vezető testület volt két KISZ-Kongresszus között. Tagjaiból választotta meg az Intéző Bizottságot és a Titkárságot. A KB a KISZ központi apparátusának irányítására első titkárt és általában 6 titkárt választott.
Az I. kongresszuson a KISZ KB 1957-ben választott titkárai: Komócsin Zoltán első titkár; Berecz János, Borbély Sándor, Csongovai Per Olaf, Fock Jenő, Németh Károly, Sarlós István.
A III. kongresszuson a KISZ KB 1961-ben választott titkárai: Komócsin Zoltán első titkár; Kósa Ferenc, Gáspár Sándor, Nagy János, Vass Sándor, Vissy Károly.
Az V. kongresszuson a KISZ KB 1965-ben választott titkárai: Cservenka Ferenc első titkár; Berecz János, Nagy János, Sándor István, Vass Sándor, Vissy Károly, Kósa Ferenc.
A VII. kongresszuson a KISZ KB 1970-ben választott titkárai: Kovács László első titkár; Berényi István, Deák Gábor, Grósz Károly, Lajkó Ferenc, Nagy János, Vissy Károly.
A VIII. kongresszuson a KISZ KB 1973-ban választott titkárai: Kovács László első titkár; Berényi István, Deák Gábor, Grósz Károly, Lajkó Ferenc, Nagy János, Vissy Károly.
A IX. kongresszuson a KISZ KB 1976-ban választott titkárai: Berecz János első titkár; Berényi István, Deák Gábor, Kovács László, Németh Miklós, Tóth András, Vajda Imre.
A X. kongresszuson a KISZ KB 1981-ben választott titkárai: Fejti György első titkár; Juhász András, Kovács Jenő, Köpf Lászlóné, Nagy Sándor, Nyitrai István, Varga László.
A XI. kongresszuson a KISZ KB 1986-ban megválasztott titkárai: Hámori Csaba első titkár; Domonkos László, Emőd Péter, Nagy Imre, Szandtner Iván, Szórádi Sándor, Varga-Sabján László.
a KISZ pozíciója szemmel láthatóan romlik, amik felmerültek, csak válaszkísérletek. (…) Minden válaszkísérletünk azt a reakciót vonja maga után, hogy jé, ezek a kommunisták újra praktikáznak valamit, újra taktikai gúnyt űznek belőlünk, most engednek, mert engedniük kell, de holnap, hogyha megerősödnek, vissza fognak vágni.
1989. április 22-én a KISZ XII. többnapos kongresszusán a Magyar Kommunista Ifjúsági Szövetség átnevezte magát Magyar Demokratikus Ifjúsági Szövetséggé. Ketten indultak az elnöki posztért, Nagy Imre és Gyurcsány Ferenc. Nagy Imre legyőzte Gyurcsányt és elnök lett. Gyurcsányt a szervezet alelnökévé – második emberévé – választották. 1989. április 22-én megszűnt a KISZ, és még ugyanezen a napon a XII. kongresszus résztvevőiből a KISZ jogutódjaként megalakult a Demokratikus Ifjúsági Szövetség (DEMISZ), amelynek a KISZ átadta vagyonát.